# Acacia mitodes
Acacia mitodes — вид квіткових рослин з родини бобових. Ареал: Австралія (Західна Австралія).

## Середовище
Acacia mitodes був зібраний у лісі на вершині скель з пісковика та серед скель з пісковика на краю плато.

## Біоморфологічна характеристика
Цей вид є розпростертим кущем.